# Luigi Facta
Luigi Facta (16. listopadu 1861 Pinerolo – 5. listopadu 1930 Pinerolo) byl italský liberální politik a novinář, premiér své země od 26. února 1922 do 31. října 1922. Byl tak posledním premiérem před nástupem Benita Mussoliniho, jehož nástupu se snažil zabránit vyhlášením výjimečného stavu v době pochodu na Řím, ale král Viktor Emanuel III. odmítl příslušný dekret podepsat.
Luigi Facta vystudoval právo, později se stal novinářem a politikem. Do politiky vstoupil roku 1892, kdy byl zvolen poslancem za rodné Pinerolo, a tento post si podržel po 30 let. Zároveň vykonával exekutivní funkce, ministrem financí byl v letech 1910 až 1914 a 1920 až 1921. Během první světové války padl jeho syn. Roku 1924 král Factu jmenoval senátorem.